# Hyrynsalmi
Hyrynsalmi è un comune finlandese di 2094 abitanti, situato nella regione del Kainuu.